# Miracolo economico giapponese
Con miracolo economico giapponese o boom economico giapponese (高度経済成長?, Kōdo keizai seichō, letteralmente "forte crescita economica") si indica una parte della storia del Giappone durante la quale il Paese asiatico seppe risollevarsi dalla situazione disastrosa del secondo dopoguerra fino a raggiungere alti picchi di crescita economica durante gli anni cinquanta e sessanta. Ciò fu possibile grazie all'assistenza degli Stati Uniti d'America e all'intervento pubblico del governo giapponese, in particolare attraverso il Ministero del commercio e dell'industria.

## Antefatti storici

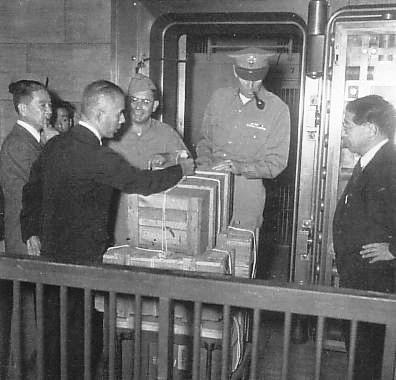
Sequestro di beni di uno zaibatsu

Alla fine della seconda guerra mondiale, dopo aver firmato l'atto di resa il Giappone, che aveva perso nel conflitto oltre un terzo della sua ricchezza nazionale, venne occupato militarmente dagli Stati Uniti d'America. Essi presero il controllo del Paese attraverso il Comando supremo delle forze alleate (SCAP) di cui facevano parte tra le altre anche Unione Sovietica e Regno Unito, ma di fatto non permettendo a nessun altro degli Alleati di interferire nella propria politica giapponese. Tale decisione fu presa in conseguenza a diversi fattori geopolitici quale impedire l'avanzamento ideologico dell'URSS e della Cina comunista sul Paese.
La gestione dell'occupazione fu affidata al generale Douglas MacArthur, il quale fece rimpatriare tutti i giapponesi all'estero, prigionieri, soldati e civili, la maggior parte emigrata nei Paesi asiatici vicini come Taiwan e Corea. Ciò fu indispensabile poiché, dopo la fine della guerra, tali Paesi passarono da essere proprietà dell'Impero nipponico a conquistare la completa indipendenza. Furono inoltre processati e puniti per i crimini di guerra i vari responsabili dello scoppio del conflitto (che aveva causato circa 2 milioni di vittime in Giappone), esclusi i membri dell'Unità 731, compreso il suo capo Shiro Ishii, e l'allora Imperatore Hirohito che non fu né processato né destituito, ma al contrario gli fu imposto di negare la sua origine divina e accettare il nuovo ruolo di guida dello Stato.
Un altro punto del programma di MacArthur fu quello di smantellare le basi economiche del capitalismo giapponese attraverso lo scioglimento degli zaibatsu, i gruppi finanziari che dominavano l'economia nazionale, ritenuti i veri responsabili dell'aggressività giapponese e responsabili delle scelte militaristiche che portarono il governo a decidere di partecipare al secondo conflitto mondiale. Tali concentrazioni industriali e finanziarie vennero comunque considerate il punto di partenza da cui risanare l'economia del Paese, e per questo motivo vennero in parte ricostituite e sostituite gradualmente dai keiretsu.
Il 3 maggio 1947, in Giappone entrò in vigore la nuova Costituzione, stilata sotto la supervisione degli americani, i quali fissarono i principali punti giuridici e la maggior parte degli articoli sui diritti umani, insistendo sul fatto che lo Stato dovesse rispettare le libertà fondamentali dell'individuo. Ad affiancare il Parlamento (costituito da due camere) fu istituita inoltre una Corte suprema, incaricata di sorvegliare la costituzionalità delle leggi.
Uno degli articoli principali della nuova Costituzione imponeva al Giappone la totale rinuncia alla guerra e a qualsiasi potenziale di forza terrestre, aerea o navale. Ciò comportò la scelta di impiegare il solo 1% del proprio prodotto nazionale lordo in spese destinate agli armamenti. Questa scelta fu determinante ai fini della crescita economica del Paese, il quale delegò agli Stati Uniti tutte le spese per la propria sicurezza nazionale, potendo investire in attività produttive tutto il capitale disponibile.

Il primo ministro giapponese Yoshida pone la sua firma sul trattato di pace di San Francisco, l'8 settembre 1951

Nonostante gli accesi tumulti di inizio anni sessanta, in seguito alla firma del trattato di mutua cooperazione e sicurezza tra le due nazioni, l'imposizione di tale modello democratico occidentale non fu mai visto come un atto di imperialismo culturale, in quanto il Giappone vedeva in questo drastico cambiamento l'unica possibilità di rinascita del Paese.

## Crescita economica degli anni 1950 e 1960

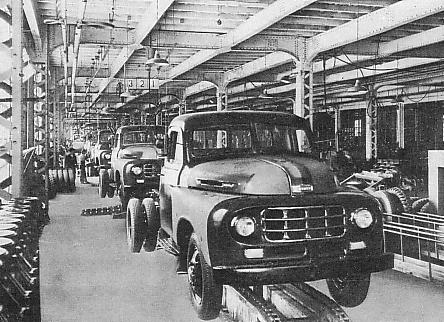
Fabbrica della Toyota negli anni cinquanta

L'8 settembre 1951 il Giappone pose la firma sul trattato di San Francisco, e circa un anno dopo l'occupazione da parte degli americani ebbe termine, permettendo al Paese nipponico di concentrarsi sulla propria espansione economica. Questa in un primo momento fu incentivata dalla partnership economico-militare con gli Stati Uniti durante la guerra di Corea. Infatti, la vicinanza del Giappone al teatro delle operazioni militari in cui era impegnato il Paese nordamericano permise al primo di diventare il maggiore fornitore di beni e di servizi dell'esercito statunitense. Ciò diede una spinta importante all'economia giapponese che vide il proprio tasso di sviluppo mantenere una media del 10% per circa 20 anni, dal 1953 al 1971, con picchi che raggiunsero il 14%. Inoltre gli stessi Stati Uniti aprirono i propri mercati alle esportazioni giapponesi, i cui prodotti finirono per minare lo strapotere dei manufatti americani, diventando dei temibili concorrenti durante questi anni.
Un altro fattore che permise la crescita economica del Giappone fu il prezzo accessibile del petrolio. Prima della guerra, il Paese asiatico utilizzava il costoso carbone come carburante fossile, presente in abbondanza nelle proprie miniere, per poi colonizzare l'Indonesia in modo tale da rifornirsi di petrolio, materiale di cui il Giappone era privo. Dopo la guerra, tale mancanza fu colmata delle importazioni provenienti dal Golfo Persico, dal quale era possibile acquistare il prezioso materiale a costi contenuti, utilizzando cisterne sempre più capienti e veloci; per questo motivo, la maggior parte delle nuove fabbriche fu costruita in prossimità del mare, in modo da abbattere i costi di trasporto delle materie prime di importazione.
Tutto ciò fu possibile in parte grazie all'assistenza degli Stati Uniti d'America, ma soprattutto grazie all'intervento decisivo del governo giapponese. Infatti, se questi fattori vantaggiosi erano dovuti principalmente allo scenario internazionale presente negli anni cinquanta, altrettanto non si può dire per alcune caratteristiche originarie del Giappone che aiutarono il Paese a divenire in poco tempo una delle potenze economiche mondiali. In primo luogo, il Ministero del commercio e dell'industria internazionale assunse il compito di svolgere da tramite tra i paesi occidentali e le aziende giapponesi, contrattando i termini dell'acquisto all'estero di nuove tecnologie e materie prime (soprattutto minerali ferrosi dal Brasile) e accertandosi che esse fossero utilizzate al meglio. Successivamente, i giovani giapponesi divennero particolarmente qualificati nel loro campo di attività, grazie a una rapida scolarizzazione superiore di massa. Gli impiegati del settore terziario iniziarono inoltre a identificarsi nella ditta nella quale erano impiegati, arrivando a spendere per essa la maggior parte delle ore della giornata al lavoro, a discapito della vita coniugale e familiare. Ciò permise la nascita di rapporti e amicizie circoscritti all'interno della sola sfera lavorativa, riducendo i motivi di conflittualità sociale fra i dipendenti e i datori di lavoro. La forte tendenza al risparmio dei giapponesi, infine, nonostante i salari bassi, permise alle banche nipponiche di disporre sempre di notevoli risorse per il credito.

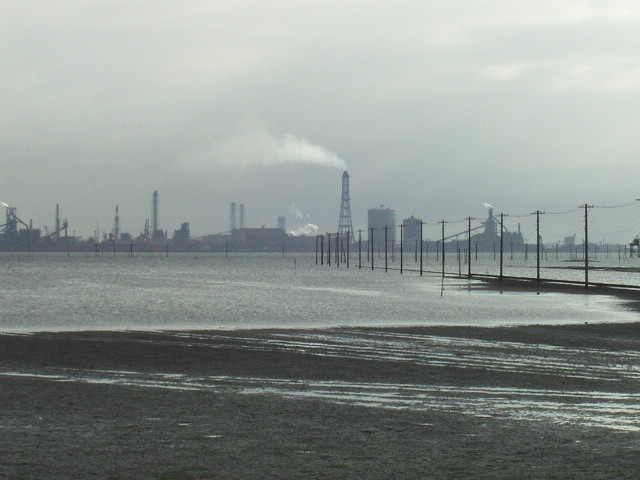
Acciaieria della Nippon Steel nella prefettura di Chiba. Negli anni sessanta la produzione di acciaio in Giappone era una delle più imponenti al mondo

Negli anni sessanta, il Giappone si impose come nazione leader nella produzione di acciaio e di motoveicoli e nel settore elettronico, mentre la sua capacità produttiva aveva ormai assunto un volume quasi quadruplo di quello dell'intera Africa, il doppio di quello dell'America Latina e pari a tutto il resto del continente asiatico. La sua potenza economica era inferiore solamente a quella dell'Unione Sovietica e degli Stati Uniti.

## Difficoltà degli anni 1970
I primi anni settanta videro il Giappone affermarsi come superpotenza mondiale, risultato raggiunto grazie alla determinazione del popolo giapponese, il quale oltre al volere uscire il prima possibile dal periodo post-bellico, voleva dimostrare al mondo intero le proprie potenzialità. Tutto ciò, unito a un governo stabile e un'ottima organizzazione dell'industria, fece diventare il Paese asiatico un esempio da seguire e un modello economico per tutte le economie mondiali.
Questo decennio inoltre vide il consolidarsi della posizione predominante delle aziende giapponesi nel settore elettronico, dopo il primo exploit degli anni sessanta. Difatti, a livello mondiale, tra le prime nove imprese sette erano giapponesi: tra queste le principali erano la Hitachi e la Toshiba che producevano attrezzature di vario genere, la Matsushita (Panasonic), la Fujitsu, la NEC, la Sony e la Mitsubishi, che nel decennio precedente avevano conquistato il mercato interno grazie alla produzione di prodotti innovativi (tra gli altri videocassette, registratori, computer e telefoni cellulari). In questi anni tali prodotti invasero anche il mercato internazionale, e il Made in Japan divenne sinonimo di qualità.
Per dare un esempio del livello di crescita dell'economia, o più in generale del benessere giapponese, è possibile citare come riferimento la percentuale di giapponesi che possedeva un televisore nel 1957 (appena l'8%) che negli anni settanta raggiunse il 95%. Stessa situazione per quanto riguarda i possessori di altri elettrodomestici quali frigorifero e lavatrice, che passarono rispettivamente da una percentuale del 2% all'89% e dal 20% al 96%. Dato che evidenzia l'aumento dei consumi interni in Giappone, mentre le esportazioni all'estero cominciarono a diminuire.

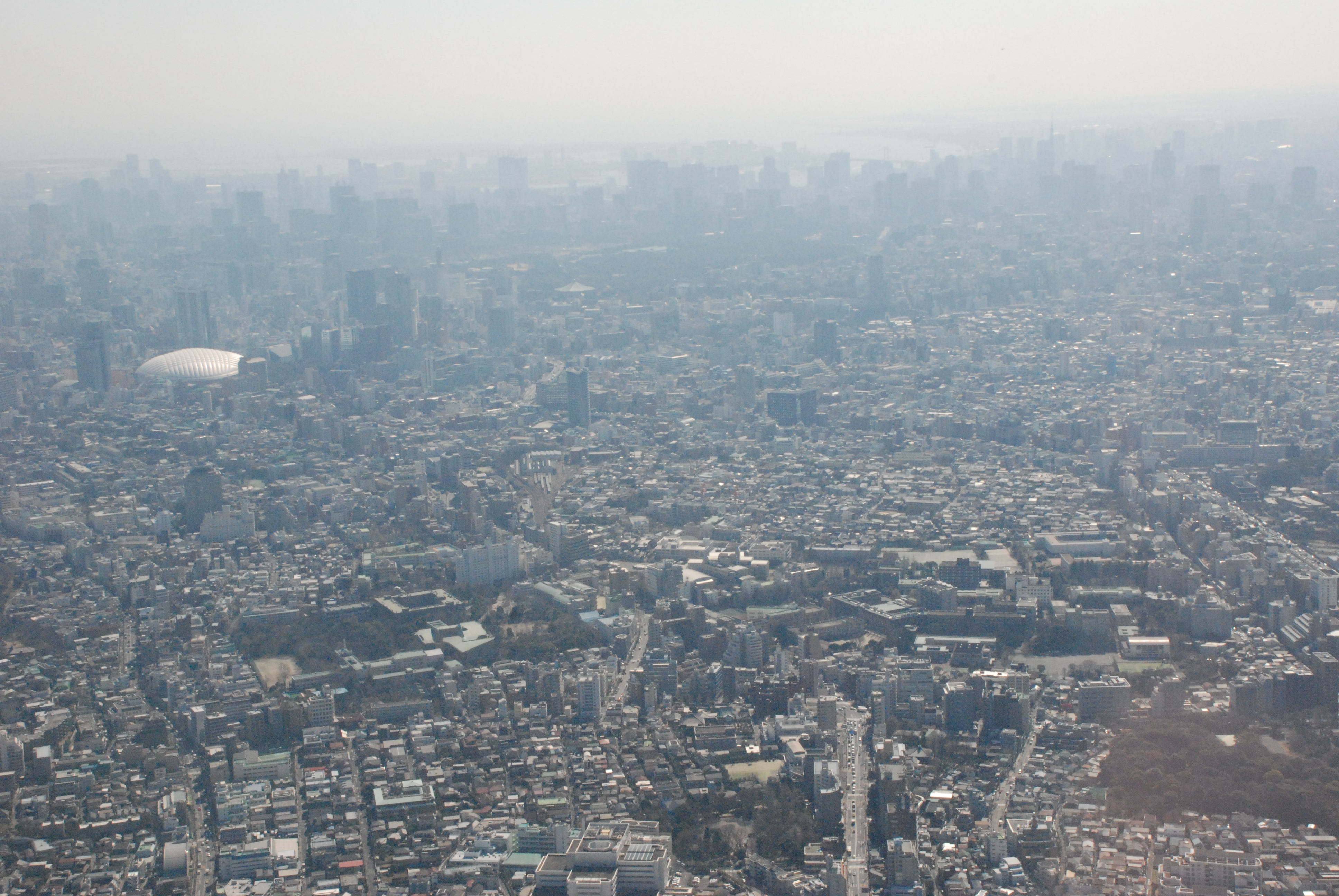
Panorama di Tokyo coperta dallo smog. Una della conseguenze della rapida crescita economica fu l'innalzamento del livello di inquinamento atmosferico nelle grandi città

Tale vertiginosa crescita economica, comunque, finì per causare non pochi problemi a livello socio-demografico. Le città, una su tutte Tokyo, iniziarono infatti a crescere a livelli incessanti (la capitale raggiunse gli 8 milioni di abitanti) costringendo il governo a fare ricorso alla costruzione di grattacieli; nel frattempo gli appartamenti divennero sempre più piccoli, compromesso utilizzato per poter guadagnare più spazio possibile e abbattere i costi delle abitazioni. Di conseguenza, il livello di inquinamento acustico e atmosferico crebbe a dismisura, permettendo la diffusione di disturbi respiratori soprattutto nella zona di Tokyo-Yokohama, Nagoya e Osaka-Kōbe, oltre all'emergere di altre malattie connesse all'inquinamento quale la malattia di Minamata. Come contromisura a questo fenomeno il governo del Giappone emanò una serie di leggi sul controllo dell'inquinamento, divenendo l'unica nazione a utilizzare tale sistema, il quale prevedeva sanzioni sia alle fabbriche sia ai privati in possesso di mezzi inquinanti che avevano causato danni all'ambiente o alle persone.
A causa delle limitate risorse energetiche disponibili all'interno del territorio giapponese, la prima crisi energetica degli anni settanta colpì in modo importante il Paese nipponico, che dipendeva dalle importazioni di petrolio per il suo sostentamento energetico. I paesi arabi e i loro alleati, nell'ottobre 1973, bloccarono le esportazioni di petrolio fino a quando l'OPEC (Organizzazione dei Paesi esportatori di petrolio) intervenne per sbloccare la situazione, decidendo, in pochi mesi, di quadruplicare i prezzi di mercato (da 3 a 12 dollari al barile) e di ridurre l'offerta sui mercati internazionali. A differenza di altri paesi che potevano contare su una autosufficienza energetica, come ad esempio gli Stati Uniti, il Giappone si trovò in grossa difficoltà, vedendo rallentare notevolmente il proprio prodotto nazionale lordo per la prima volta dall'inizio della ripresa del dopoguerra. Un'altra conseguenza fu l'aumento dell'inflazione, che superò in questo periodo il 20%, causando un'insufficienza di beni di consumo.
I giapponesi furono tuttavia capaci di riottenere il controllo della situazione molto più velocemente degli altri paesi industrializzati colpiti dalla crisi; il tasso di crescita raggiunse nuovamente il 5-6%, e nonostante una nuova crisi petrolifera nel 1979 fece di nuovo aumentare i prezzi del petrolio, esso si stabilizzò sul 3-4%. Il livello di crescita non era paragonabile a quello degli anni cinquanta e sessanta, ma rimaneva comunque più alto di qualsiasi altro Paese industrializzato.

## Fine della crescita e inizio del "decennio perduto"
Alla fine degli anni ottanta, divennero sempre di più le imprese e i cittadini disposti a investire nel mercato azionario e immobiliare, anche grazie alla concessione di prestiti a basso tasso di interesse, dovuti principalmente all'apprezzamento dello yen, che tra il 1985 e il 1987 vide aumentare il proprio valore sul dollaro di circa il 51%. In questo periodo le banche stimolarono con offerte molto allettanti la domanda della clientela, facendo crescere di conseguenza la domanda di beni di lusso e abitazioni.
Gli interventi di espansione monetaria e la forte speculazione che seguirono negli anni successivi portarono tuttavia allo scoppio di una bolla sui prezzi degli asset e degli immobili giapponesi, a causa dell'impossibilità delle banche di esigere i prestiti concessi dovuta all'insolvenza dei clienti. Anche il pignoramento dei beni in via di garanzia si rivelò inutile, in quanto la maggior parte di essi aveva perso gran parte del proprio valore originario. Seguì un primo periodo di recessione, smentendo la profezia di parecchi economisti che vedeva il Giappone diventare la prima potenza economica mondiale nel XXI secolo. Successivamente ci fu un breve periodo di ripresa, possibile grazie al recupero dell'attività produttiva sostenuto soprattutto da una politica fiscale atta a sostenere il mercato ed evitare il crollo delle banche. Crollo che tuttavia si verificò, facendo entrare il Giappone in un secondo periodo di recessione, seguito da periodi altalenanti di benessere e lieve crisi.
A causa di una fallimentare politica economica attuata nella gestione della crisi, non in grado di rispondere adeguatamente agli eventi verificatisi, se non addirittura controproducente, sommata al calo delle nascite, l'aumento della disoccupazione e il graduale invecchiamento della popolazione, fece piombare il Giappone in un decennale periodo di recessione chiamato "decennio perduto".